# Зеєв Зельцер
Зеєв Зельцер (івр. זאב זלצר, нар. 9 лютого 1944, Петах-Тіква) — ізраїльський футболіст, що грав на позиції півзахисника за «Маккабі» (Петах-Тіква) та національну збірну Ізраїлю. По завершенні ігрової кар'єри — тренер.

## Клубна кар'єра
У дорослому футболі дебютував 1959 року виступами за команду «Маккабі» (Петах-Тіква), в якій провів вісім сезонів, після чого 1967 року перебував у США, де спочатку перебувавув у розташуванні «Нью-Йорк Дженералс», а згодом деякий час грав за «Лос-Анджелес Торос».
1969 року повернувся до виступів за «Маккабі» (Петах-Тіква), за який відіграв ще 7 сезонів, після чого 1976 року оголосив про завершення ігрової кар'єри.

## Виступи за збірну
1963 року дебютував в офіційних матчах у складі національної збірної Ізраїлю. Свою другу і останню гра за національну команду провів лише у 1970.

## Кар'єра тренера
Розпочав тренерську кар'єру відразу ж по завершенні кар'єри гравця, 1976 року, очоливши тренерський штаб клубу «Маккабі» (Петах-Тіква).
Згодом до середини 1990-х активно працював на клубному рівні, змінивши близько десятка ізраїльських клубів, включаючи команди «Бней-Єгуда», «Маккабі» (Тель-Авів) та «Бейтар» (Єрусалим).
У 1995 році був призначений головним тренером юнацької збірної Ізраїлю (U-19), з якою працював понад десятиріччя, до 2006 року.
| Дата       | Місто     | Господарі | Результат | Гості             | Турнір            | Голи | Примітки |
| ---------- | --------- | --------- | --------- | ----------------- | ----------------- | ---- | -------- |
| 17-3-1963  | Рамат-Ган | Ізраїль   | 0 – 2     | Південний В'єтнам | Відбір на ОІ-1964 | -    |          |
| 10-11-1970 | Рамат-Ган | Ізраїль   | 0 – 1     | Австралія         | товариський матч  | -    | 80'      |
| Усього     |           | Матчів    | 2         |                   | Голів             | 0    |          |